# Granica argentyńsko-paragwajska
Granica argentyńsko-paragwajska – granica państwowa pomiędzy Argentyną i Paragwajem, ciągnąca się na odcinku 1880 km.
Granica w całości biegnie korytami rzek. Zaczyna się na trójstyku z Boliwią i biegnie na wschód, w dół rzeki Pilcomayo, a następnie po ujściu tej rzeki do Paragwaju w Asunción podąża biegiem tej ostatniej na południe do miasta Resistencia. Następnie skręca na wschód w koryto głównej rzeki regionu, Parany. Granica biegnie w górę Parany, na wschód, a od Posadas na północ. W okolicy paragwajskiego Ciudad del Este granica kończy się trójstykiem z Brazylią.